# Mitsubishi Galant VR-4
La Mitsubishi Galant VR-4 è una versione sportiva della Mitsubishi Galant, la cui versione da competizione ha partecipato al Campionato del mondo rally dal 1988 al 1992, vincendo sei gare e conquistando il 3º posto nel mondiale costruttori nel 1990 e 1991.

## Storia
La Mitsubishi Galant VR-4 è stata il top di gamma del modello Galant della Mitsubishi Motors, disponibile nella sesta (1988-92), settima (1992-96) ed ottava (1996-2002) generazione del veicolo. Originariamente introdotta per rispettare il nuovo Gruppo A regolamentato dalla Federazione Internazionale dell'Automobile per il Campionato del mondo rally, fu presto sostituita come veicolo da competizione dalla Mitsubishi Lancer Evolution.

## Evoluzione

### Mk III
La terza serie della VR-4 era dotata di un V6 2,5 che, accoppiato con due turbocompressori, erogava 280 cv di potenza. Tale propulsore era gestito da un cambio automatico a 5 rapporti INVECS-II. Il design è stato migliorato per permettere una velocità maggiore e l'assetto è stato ribassato per avere un miglior controllo di strada. L'equipaggiamento prevede aria condizionata, sistema di apertura a distanza e airbag per pilota e passeggeri.

## Impiego nei rally
La vettura ha debuttato al Rally di Nuova Zelanda del 1988 ed ha disputato in tutto 5 campionati, 36 gare ottenendo 6 successi e 14 podi.

## Palmarès
1990
- nel campionato del mondo rally con 56 punti[4]

1991
- nel campionato del mondo rally con 62 punti[5]

1992
- nel campionato europeo rally con Erwin Weber

### Vittorie nel mondiale rally
| Anno | Rally                      | Pilota            |
| ---- | -------------------------- | ----------------- |
| 1989 | Rally di Finlandia         | Mikael Ericsson   |
| 1989 | Rally di Gran Bretagna     | Pentti Airikkala  |
| 1990 | Rally della Costa d'Avorio | Patrick Tauziac   |
| 1991 | Rally di Svezia            | Kenneth Eriksson  |
| 1991 | Rally della Costa d'Avorio | Kenjirō Shinozuka |
| 1992 | Rally della Costa d'Avorio | Kenjirō Shinozuka |